# Dacentrurinae
Dacentrurinae es una subfamilia de dinosaurios ornitisquios estegosáuridos que vivieron en a finales del período Jurásico, hace aproximadamente entre 157 y 152 millones de años, en el Oxfordiense y Kimmeridgiense, en lo que hoy es Europa. 
Conocida solo por un género son un grupo basal que presenta caracteres primitivos persistentes, en las vértebras y en especial en sus miembros anteriores que son largos en comparación de los posteriores. Es un nexo entre las formas primitivas y los más avanzados. Algunos restos sugieren que fueron los estegosáuridos más grandes encontrados con cerca de 10 metros de longitud.